# The Boy with the Thorn in His Side
The Boy with the Thorn in His Side è un brano della band inglese The Smiths.
Primo singolo estratto da The Queen Is Dead, il disco venne pubblicato il 23 settembre del 1985 dalla Rough Trade e raggiunse la posizione numero 23 della Official Singles Chart.

## Realizzazione
Prodotto dagli stessi Smiths e registrato a Manchester nell'agosto del 1985, il brano venne pubblicato diversi mesi prima dell'uscita dell'album stesso.
Le due versioni (quella singola e quella dell'album) sono leggermente differenti, principalmente per l'uso del synth che, nella prima, compare giusto in coda al brano. Il 12" contiene, come b-sides, i brani "Rubber Ring" e "Asleep" uniti tra loro, in un continuum in cui, il campione vocale alla fine della prima traccia svanisce nel rumore del vento che precede la seconda.
Il testo racconta di un rapporto visto come destinato a fallire e delle frustrazioni riguardo alle previsioni pessimistiche e ciniche per il futuro. Allegoricamente si riferisce al fatto che la band non fosse riuscita, nel corso degli anni, a farsi apprezzare da parte dell'industria musicale. Ad una giornalista di Channel 4 che gli chiedeva se questa canzone fosse stata ispirata da Oscar Wilde, Morrissey rispose: "No, non lo è. La spina raffigura l'industria della musica e tutte quelle persone che non hanno mai creduto in qualsiasi cosa dicessi e che hanno cercato di sbarazzarsi di me e non hanno mai voluto suonare il disco. Quindi penso che ormai abbiamo raggiunto una fase in cui ci sentiamo come se non mi credono ora, potranno credermi mai? Di più cosa può fare un povero ragazzo?"
La copertina ritrae una foto di Truman Capote, scattata da Cecil Beaton, nel 1949. Sul vinile dei 7" e del 12" è incisa la frase: ARTY BLOODY FARTY / IS THAT CLEVER.
The Boy with the Thorn in His Side è stato il primo singolo della band ad essere accompagnato da un video promozionale, cosa che gli Smiths avevano rifiutato di fare prima di allora. Il filmato, diretto da Ken O'Neill, mostra la band suonare nello studio RAK di Londra, dove gli Smiths si trovavano per la registrazione del loro album The Queen Is Dead.

## Cover
The Boy with the Thorn in His Side, nel corso degli anni, è stato reinterpretato da diverse band: i Bis, gruppo indie pop scozzese, ha inciso una versione del brano per l'album di tributo The Smiths Is Dead, uscito nel 1996; J Mascis, ex frontman dei Dinosaur Jr., l'ha inserita nel suo primo album solista, intitolato Martin + Me.
Il brano è stato anche proposto dal vivo da varie band ed artisti, tra cui: Belle and Sebastian, Scott Matthews, Jejune, Jeff Buckley e dagli italiani Baustelle.

## Altri media
- The Boy with the Thorn in His Side è stato utilizzato come titolo di due libri, scritti da Pete Wentz[13], bassista della band Fall Out Boy e da Keith Fleming[14].

- Nel libro del 1999 di Stephen Chbosky intitolato Ragazzo da parete la canzone preferita di Charlie, il protagonista del libro, è Asleep, brano inserito nella colonna sonora dell'adattamento cinematografico Noi siamo infinito (The Perks of Being a Wallflower), film del 2012 diretto dallo stesso scrittore.[15]

## Tracce
- UK 7"

1. The Boy with the Thorn in His Side - 3:17
2. Asleep - 4:09

- UK 12"

1. The Boy with the Thorn in His Side - 3:17
2. Rubber Ring/Asleep - 7:56

- UK CDs

1. The Boy with the Thorn in His Side - 3:17
2. Rubber Ring - 3:48
3. Asleep - 4:10

## Formazione
- Morrissey – voce
- Johnny Marr – chitarra, pianoforte
- Andy Rourke – basso
- Mike Joyce – batteria